# Skínfaxi e Hrímfaxi

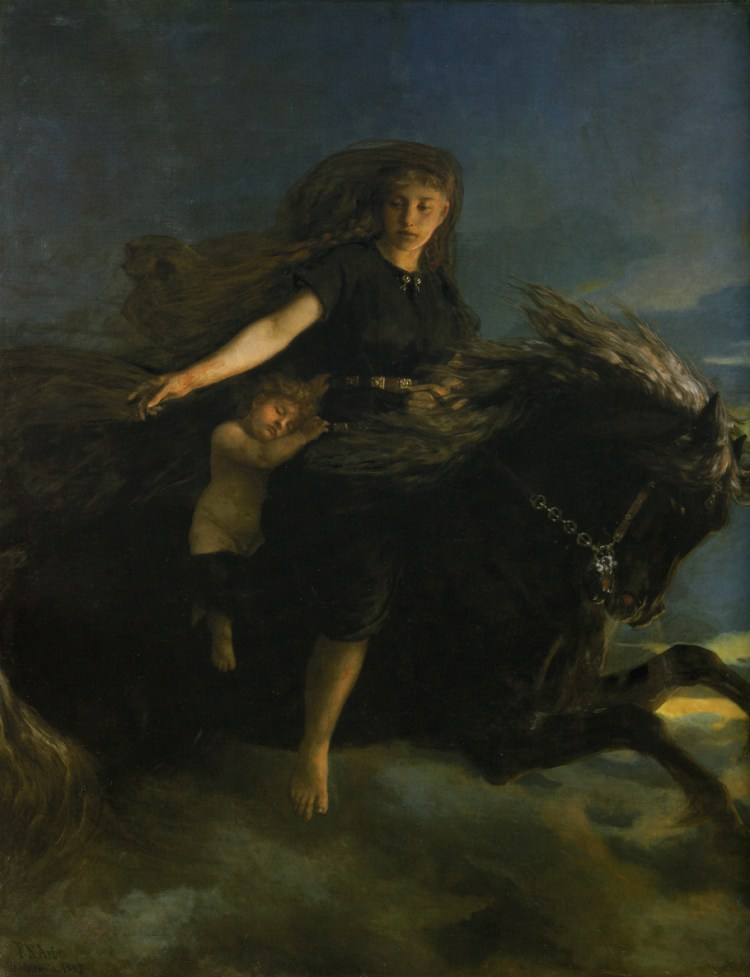
Nótt cavalca Hrímfaxi nel quadro del XIX secolo di Peter Nicolai Arbo.

Nella mitologia norrena, Skínfaxi e Hrímfaxi sono i cavalli di Dagr (giorno) e Nótt (notte). I nomi Skínfaxi e Hrímfaxi sono bahuvrihi che significano rispettivamente "criniera splendente" e "criniera brinata" (hrím- significherebbe brina, similmente al suo significato in Hrímþursar) o "criniera ghiacciata". Skínfaxi tira il carro di Dagr attraverso il cielo e la sua criniera illumina sia il cielo che la terra sottostante.
Secondo il mito, la rugiada è la bava che bagna il morso di Hrímfaxi che cade sulla retta.
Si crede che il mito di Skínfaxi si sia originato con la religione dell'età del bronzo, perché in quel tempo era forte la credenza di un cavallo che tirava il Sole attraverso il cielo. Il carro solare di Trundholm è tirato da un singolo cavallo, e probabilmente si credeva che fosse riportato da ovest a est da un secondo cavallo.